# Sławibor
Sławibor (IX w.) – książę pszowski lub milczański, ojciec Ludmiły, żony czeskiego księcia Borzywoja I.
Według legendy tzw. Krystiana oraz przekazu kronikarza Kosmasa z Pragi był komesem w grodzie Pšov (współczesny Mielnik), z kolei według słowiańskiego Prologu o św. Ludmile był księciem serbskiego plemienia Milczan.